# جیمز نیلسون
جیمز نیلسون (انگلیسی: James Neilson؛ ۱ اکتبر ۱۹۰۹ - ۹ دسامبر ۱۹۷۹) یک کارگردان اهل ایالات متحده آمریکا بود.
وی کارگردان فیلم‌هایی همچون جنتل جاینت بوده است.